# La Couleur du destin
Vous pouvez aider à l'améliorer ou bien discuter des problèmes sur sa page de discussion.
- Il ne cite pas suffisamment ses sources. Vous pouvez indiquer les passages à sourcer avec {{référence nécessaire}} ou {{Référence souhaitée}}, et inclure les références utiles en les liant aux notes de bas de page. (Marqué depuis mai 2021)
- Son texte doit être wikifié : il ne correspond pas à la mise en forme Wikipédia (style, typographie, liens internes, liens entre les wikis, etc.). (Marqué depuis mai 2021)
- La traduction est incomplète. (Marqué depuis mai 2021)

- Archive Wikiwix
- Bing
- Cairn
- DuckDuckGo
- E. Universalis
- Gallica
- Google
- G. Books
- G. News
- G. Scholar
- Persée
- Qwant
- (zh) Baidu
- (ru) Yandex
- (wd) trouver des œuvres sur Wikidata

Pour plus de détails, voir Fiche technique et Distribution.
La Couleur du destin (A Family Thing) est un film américain réalisé par Richard Pearce, sorti en 1996. Le scénario original est écrit par L Guy Burton et réécrit par Billy Bob Thornton et Tom Epperson. Les rôles principaux sont tenus par Robert Duvall, James Earl Jones et Irma P. Hall.

## Synopsis
Dans le sud des États-Unis, à la mort de sa mère, un homme blanc d' une cinquantaine d' années apprend qu' il a été adopté.
En réalité, il est le fruit du viol que son père blanc a perpétré sur une servante noire qu' il employait et qui est morte en le mettant au monde.
À sa naissance, étant blanc de peau et d' apparence, la femme du violeur a exigé de pouvoir l' élever comme son propre fils sans lui révéler la vérité.
Fou de rage d' avoir été tenu dans l' ignorance, il décide de partir à la recherche de sa vraie famille.
Arrivé à Chicago, il se découvre une famille exclusivement noire dont un demi-frère, une vieille tante, sœur de sa mère et un neveu irascible.
Il va alors apprendre la vraie histoire de sa famille.

## Distribution
- Robert Duvall (VF : Bernard-Pierre Donnadieu ; VQ : Jean Fontaine) : Earl Pilcher, Jr.
- James Earl Jones (VQ : Victor Désy) : Raymond “Ray” Lee Murdoch
- Irma P. Hall (VQ : Yolande Roy) : Aunt T.
- Michael Beach (VQ : Pierre Auger) : Virgil Murdoch
- David Keith : Sonny Pilcher
- Regina Taylor (VQ : Hélène Mondoux) : Ann Murdoch
- Grace Zabriskie (VQ : Claudine Chatel) : Ruby Pilcher
- Paula Marshall (VQ : Christine Bellier) : Karen
- Mary Jackson (VQ : Béatrice Picard) : Carrie